# Dzon Delarge
Dzon Delarge (sinh 24 tháng 6 năm 1990) là một tiền vệ cánh bóng đá Congo thi đấu cho Qarabağ.

## Sự nghiệp
Anh bắt đầu sự nghiệp ở Union Douala, một câu lạc bộ đến từ Cameroon, và được câu lạc bộ Slovakia DAC Dunajská Streda chú ý. Anh gia nhập câu lạc bộ này vào tháng 7 năm 2011.
Anh ra mắt tại Slovak Super Liga cho Dunajská Streda trước FC Spartak Trnava ngày 17 tháng 7 năm 2011.
Mặc dù anh ghi được 8 bàn trong 32 trận, câu lạc bộ vẫn phải xuống chơi tại Slovak Second League.
Vào mùa hè 2012, anh được chuyển đến Slovan Liberec, một câu lạc bộ Cộng hòa Séc tại Gambrinus liga.